# Max-Planck-Institut für Sicherheit und Privatsphäre
Das Max-Planck-Institut für Sicherheit und Privatsphäre in Bochum wurde 2019 gegründet und befindet sich im Aufbau. Es gehört der Max-Planck-Gesellschaft an.

## Geschichte
Nachdem der Senat der Max-Planck-Gesellschaft die Gründung im November 2018 beschlossen hatte, hat die Gemeinsame Wissenschaftskonferenz (GWK) Anfang Mai 2019 entschieden, das Institut in die Förderung durch den Bund und die Länder aufzunehmen. Gilles Barthe und Christof Paar sind Gründungsdirektoren des neuen Instituts. Das neue Max-Planck-Institut soll im Endausbau sechs Abteilungen und 12 Max-Planck-Forschungsgruppen umfassen. Bis das Institut in ein eigenes Gebäude ziehen kann, das mit einer Sonderfinanzierung durch das Land Nordrhein-Westfalen errichtet werden soll, werden die Forscher in Räumen der Ruhr-Universität Bochum ihre Arbeit aufnehmen.

## Aufgaben
Aufgabe des Instituts ist es, die technischen Grundlagen und interdisziplinären Aspekte der IT-Sicherheit und des Datenschutzes zu erforschen und weiterzuentwickeln. Es dient als Kompetenzzentrum für Grundlagenforschung und für die Ausbildung der nächsten Generation wissenschaftlicher Führungskräfte im Bereich IT-Sicherheit und Datenschutz.